# داني كاميرون
داني كاميرون (بالإنجليزية: Danny Cameron)‏ (9 نوفمبر 1953 بدندي في المملكة المتحدة - ) هو لاعب كرة قدم بريطاني في مركز الظهير. لعب مع بريستون نورث إيند وشيفيلد وينزداي وكولتشستر يونايتد ونادي دندي ونادي هيلانك.